# 映像漫画公司
Image漫畫（英語：Image Comics）是一間美國漫畫出版商。於1992年由幾個高調的插畫師成立的創作平台，創造者可以不用放棄他們創造人物的版權，因為創作者擁有的財產公佈他們的資料。這是成功使它成為在北美地區最大的漫畫書出版商之一。其最知名的系列包括《再生俠》、《野蠻龍》、《魔女之刃》、《黑暗領域》、《無敵少俠》、《行屍走肉》和《鬼影俠》。

## 創立
九十年代，漫畫創作者Erik Larsen，Rob Liefeld和Jim Valentino和Malibu Comics主編Dave Olbrich共進晚餐。Malibu Comics是一個小有名氣對創作者擁有同情心的出版公司，Dave Olbrich表示有興趣出版他們創作的漫畫。當時他們以及其他一些為漫威漫畫工作的自由職業插畫師對公司的政策和工作感到沮喪，認為公司政策過於集中以旗下作品收取版稅，而忽視作家自身創作。 
據Todd McFarlane稱， 他和Jim Lee以及Liefeld 在1991年12月下旬會見了Marvel總裁Terry Stewart和編輯Tom DeFalco，並提出自己要離開，並提醒Stewart要注意，以免公司未來人手外流。 而在第二天眾人又和DC漫畫作同樣的會見。

## 發展
在創立初期，雖然作品名義上是映像漫畫，但實際上是通過Malibu Comics出版，為其推出提供了行政，製作，發行和營銷支持。

## 外部連結
- 官方网站
- 漫画书数据库：Image Comics